# Bouton synaptique
Pour les articles homonymes, voir Bouton.
Le bouton synaptique, ou corpuscule nerveux terminal,  est l'extrémité de l'arborisation terminale de l'axone d'un neurone. Des boutons synaptiques se forment également le long de l'axone et sont alors nommés boutons en passant.
Un bouton synaptique représente la partie présynaptique d'une synapse complétée par la partie postsynaptique d'une autre cellule.